# رامون مارتين ديل كامبو
رامون مارتين ديل كامبو (بالإسبانية: Ramón Martín del Campo)‏ (بالإنجليزية: Ramon Martin del Campo)‏ هو لاعب كرة قدم مكسيكي وأمريكي في مركز الدفاع، ولد في 5 يوليو 1993 في ارموسييو سونورا في المكسيك. لعب مع ديبورتيفو سابريسا ونادي لاس فيغاس لايتس.

## وصلات خارجية
- رامون مارتين ديل كامبو على موقع قاعدة بيانات كرة القدم.إي يو (الإنجليزية)
- رامون مارتين ديل كامبو على موقع Soccerway.com (الإنجليزية)
- رامون مارتين ديل كامبو على موقع عالم كرة القدم.نت (الإنجليزية)